# أردوي ومونفوكسيل
أردوي ومونفوكسيل  هي بلدية فرنسية تقع في إقليم الأردين في منطقة غراند إيست.   